# Parupeneus pleurostigma
 Parupeneus pleurostigma és una espècie de peix de la família dels múl·lids i de l'ordre dels perciformes.

## Morfologia
Els mascles poden assolir els 33 cm de longitud total.

## Distribució geogràfica
Es troba des de l'Àfrica oriental fins a Hawaii, les Illes Marqueses, les Tuamotu, les Illes Ryukyu i l'Illa de Pasqua.